# Saint-Front-sur-Nizonne
Saint-Front-sur-Nizonne är en kommun i departementet Dordogne i regionen Nouvelle-Aquitaine i sydvästra Frankrike. Kommunen ligger i kantonen Nontron som tillhör arrondissementet Nontron. År 2022 hade Saint-Front-sur-Nizonne 166 invånare.

## Befolkningsutveckling
Antalet invånare i kommunen Saint-Front-sur-Nizonne
Referens:INSEE